# Sodo Zuria
Sodo Zuria (en wolaitta : Sooddo Yuushuwaa, littéralement « grand Sodo »[réf. souhaitée]) est un woreda du sud de l’Éthiopie situé dans la zone Wolayita. Ce district rural entoure la ville de Sodo. Il a 162 691 habitants en 2007 et fait partie de la région des nations, nationalités et peuples du Sud jusqu'au transfert de la zone dans la région Éthiopie du Sud en août 2023. La partie ouest du district se détache sous le nom de Bayra Koysha, ou Bayera Koisha, à la fin des années 2010.
|                | Boloso Sore | Damot Gale   |
| Kindo Koysha   | Sodo Zuria  | Damot Weydie |
| Ofa            | Humbo       |              |
| Enclave : Sodo |             |              |

Le recensement national de 2007 fait état de 162 691 habitants dans le district. Toute la population est rurale. Près de 67 % des habitants sont protestants, 27 % sont  orthodoxes et 5 % sont  catholiques.
En 2022, la population est estimée sur le même périmètre à 211 629 personnes avec une densité de population de 523 personnes par km2 et 404 km2 de superficie.
Créé entre-temps, le woreda Bayra Koysha occupe 62 km2 aux dépens principalement de Sodo Zuria qui n'a plus que 366 km2 en 2021, le complément provenant sans doute de leur voisin Ofa,.